# Chusaris retatalis
Chusaris retatalis är en fjärilsart som beskrevs av Walker 1859. Chusaris retatalis ingår i släktet Chusaris och familjen nattflyn. Inga underarter finns listade i Catalogue of Life.